# مریکه فرفورت
مریکه فرفورت (هلندی: Marieke Vervoort; ۱۰ مهٔ ۱۹۷۹ – ۲۲ اکتبر ۲۰۱۹) ورزشکار دو و میدانی پارالمپیک اهل بلژیک بود.
وی در مسابقات کشوری و بین‌المللی در مجموع برندهٔ ۷ مدال طلا، ۲ مدال نقره، ۱ مدال برنز شده‌است.